# 광주학운초등학교
광주학운초등학교는 대한민국 광주광역시 동구에 있는 초등학교다.

## 학교 연혁
- 1974.03.01 광주학운국민학교 인가
- 1974.05.06 광주학운초등학교 개교(6학급)
- 1996.12.31 교사 신축 민 학운관(급식실) 준공
- 2000.12.31 무학관(강당)준공
- 2001.03.01 광주광역시교육청 지정 독서교육시범학교(2년)
- 2004.03.01 광주광역시교육청 지정 ICT시범학교지정(2년)
- 2008.03.01 광주광역시교육청 지정 초등돌봄교실시범학교(2년)
- 2010.03.01 창의적체험활동 선도학교 운영
- 2010.03.01 교실수업역량강화 선도학교 운영
- 2013.09.01 제16대 신미숙 교장선생님 취임
- 2014.02.17 2013학년도 제40회 졸업식(졸업생 : 100명, 총계 : 5,970명)
- 2014.03.01 교육부요청 개정교육과정 정책연구학교 운영(14~15학년도 2년간)
- 2014.03.01 초등학교 23학급, 유치원 3학급(특수 1학급 포함) 편제
- 2015.02.13 2014학년도 제41회 졸업식(졸업생 : 83명, 총계 : 6,052명)
- 2015.03.01 교육부요청 교육과정 정책연구학교 운영(14~15학년도 2년간)
- 2015.03.01 현재 초등학교 23학급, 유치원 3학급(특수 1학급 포함) 편제